# Constantijn Francken

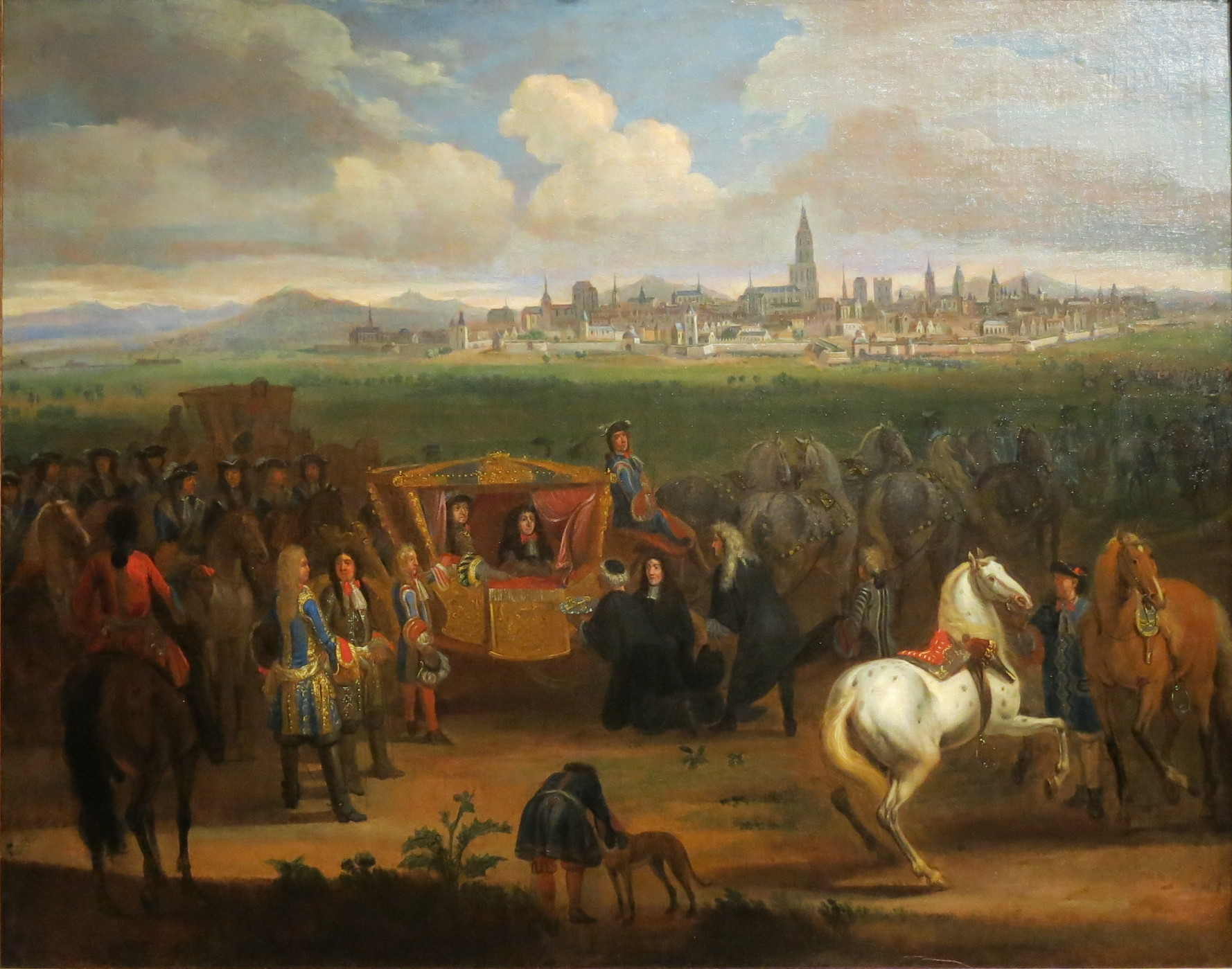
Luigi XIV riceve le chiavi di Strasburgo il 23 ottobre 1681

Constantijn o Constantyn o Constantinus Francken (Anversa, 5 aprile 1661  (battezzato) – Anversa, 12 gennaio 1717) è stato un pittore fiammingo specializzato in scene di battaglia.

## Biografia
Apparteneva alla dinastia di pittori Francken: era infatti figlio di Hieronymus Francken III.  Secondo alcuni fu istruito da questi nell'arte della pittura, ma secondo altri è piuttosto improbabile che ciò fosse avvenuto realmente, a causa della data di morte di Hieronymus Francken III, compresa tra il 1661 e il 1681.
Constantijn soggiornò a Parigi dal 1679 al 1694.

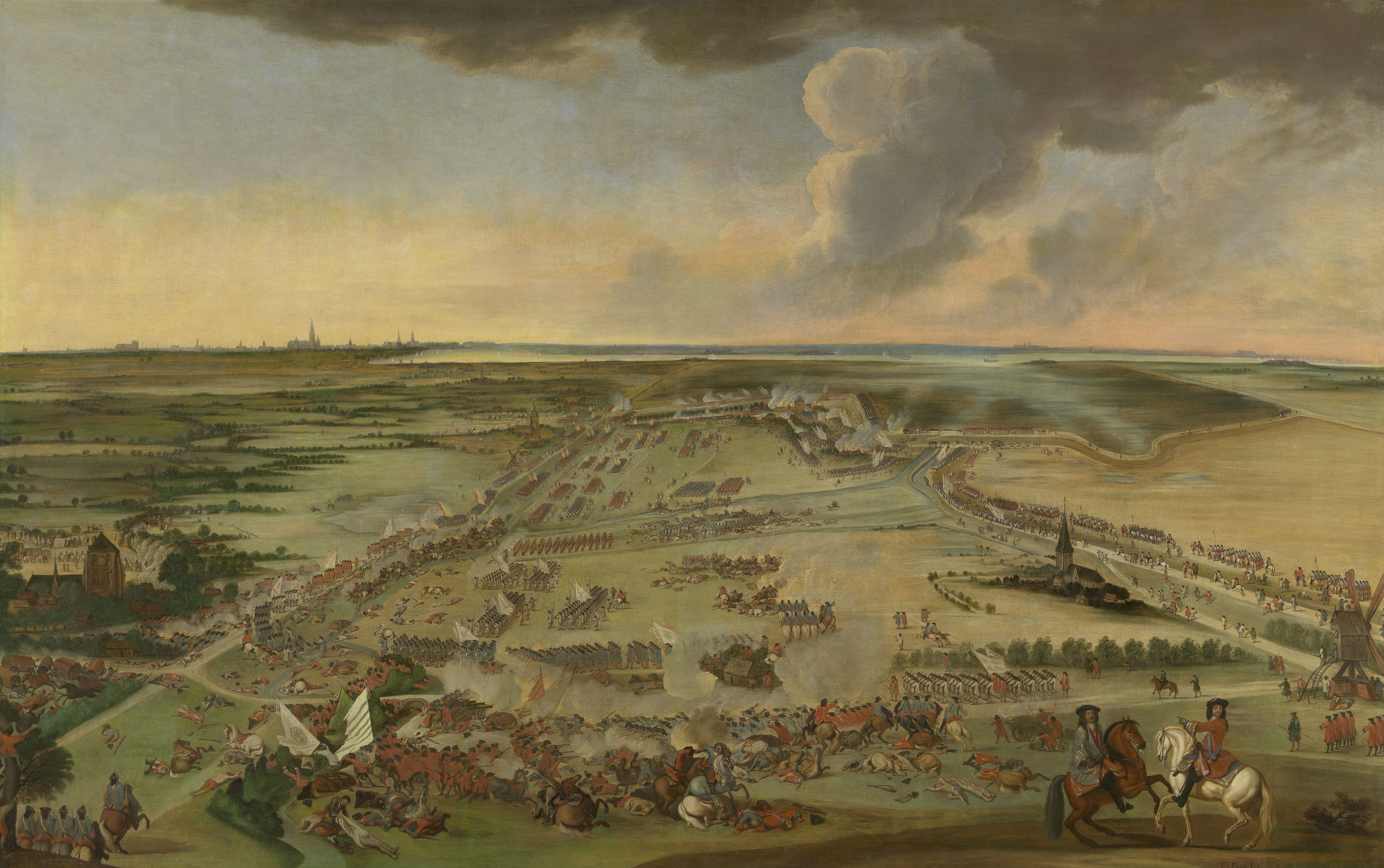
La battaglia di Eeckeren

Rientrato ad Anversa, nel 1695 entrò a far parte della Corporazione di San Luca della città, divenendone decano l'anno successivo.
Nel 1696-1697 fu suo allievo Carel van Falens.
Constantijn Francken dipinse soprattutto paesaggi, in particolare urbani, battaglie, assedi e scontri di cavalleria, ritratti e soggetti storici.

## Opere
- Luigi XIV riceve le chiavi di Strasburgo il 23 ottobre 1681, olio su tela, Strasbourg Historical Museum, Strasburgo
- Martin van Rossum dopo i suoi tentativi contro Anversa[2]
- Veduta di battaglia a volo d'uccello, 1703, Anversa[1]
- L'assedio di Namur, 1695[1][3]
- La battaglia di Eeckeren[3]